# Marius Steinhauser
Marius Steinhauser (Karlsruhe, 6 de febrero de 1993) es un jugador de balonmano alemán que juega de extremo derecho en el TSV Hannover-Burgdorf de la Bundesliga.

## Palmarés

### Rhein-Neckar Löwen
- Copa EHF (1): 2013
- Liga de Alemania de balonmano (2): 2016, 2017

### Flensburg
- Liga de Alemania de balonmano (2): 2018, 2019

## Clubes
- Rhein-Neckar Lowen (2012-2017)
- SG Flensburg-Handewitt (2017-2022)
- TSV Hannover-Burgdorf (2022- )